# Sportovní klub Rakovník
Il Sportovní klub Rakovník, meglio conosciuto come SK Rakovník, è una società di calcio ceca, con sede a Rakovník.

## Storia
La squadra venne fondata con il nome di Sportovní kroužek Rakovník dagli studenti del locale liceo nel 1903 ed ebbe come primo presidente Josef Jakub. Nei primi anni, pur non essendo attiva nei campionati, tra il 1906 ed il 1908 ospitò in amichevoli le due principali squadre praghesi, lo Slavia Praga e lo Sparta Praga. Nel 1908 la squadra cambia denominazione in Sportovní klub Rakovník.
Inattiva durante la prima guerra mondiale, dopo il conflitto riprese velocemente l'attività e dal settembre 1929 fu ammessa al campionato cadetto cecoslovacco. Nella stagione 1942-1943 accede al massimo campionato di Boemia e Moravia, chiudendo il torneo al dodicesimo e ultimo posto, retrocedendo così nuovamente in cadetteria.
Ritornò a militare in massima serie nella stagione 1945-1946, primo campionato del secondo dopoguerra. 
Il Rakovník ottenne il settimo posto del Gruppo A, piazzamento non bastevole per il mantenimento di categoria.
Negli anni '50 la squadra passata sotto il controllo degli stabilimenti TOS, cambiando negli anni più volte nome, tornando a quello originario nel 1991.

## Colori e simboli
La maglia originale della squadra consisteva in una camicia bianca con colletto rosso e una striscia rossa verticale sul petto; anche i pantaloncini erano bianchi con una striscia rossa.
Intorno al 1929 la squadra iniziò a indossare maglie gialle e pantaloncini blu: vennero introdotti in quel periodo dalla studentessa Sláva Šmíd, ispirata dalle maglie gialle dei calciatori svedesi presenti a Praga in quel periodo.